# Jean-Baptiste Miroudot du Bourg
Jean-Baptiste Miroudot du Bourg, né à Vesoul le 6 août 1722 et mort à Paris le 24 mai 1798, est un prélat français, évêque latin de Babylone puis évêque constitutionnel.

## Biographie
Il est le deuxième enfant de Claude Gabriel Miroudot, seigneur de Saint-Ferjeux, subdélégué de l'intendance de Franche-Comté, et d'Adrienne Alexandrine Perrot. 
Il est religieux de l'ordre des Bernardins (profès en 1741). Il devient curé de Lisle-en-Barrois puis aumônier du roi Stanislas de Pologne. 
Il est nommé le 15 avril 1776, comme évêque latin de Babylone, c'est-à-dire de Bagdad, siège d'un évêché suffragant de Gênes. Il est nommé en même temps consul de France dans cette ville. Après de nombreux atermoiements, il part en 1781 pour rejoindre Bagdad, en compagnie de son neveu Joseph de Beauchamp, comme vicaire général, mais aussi comme astronome, correspondant de l'Académie des sciences. Miroudot reste quelques mois à Alep, mais ne se rend pas à Bagdad, prétextant des raisons de santé, et s'en retourne en France. Il est destitué en 1783 de ses fonctions de consul à Bagdad.
Le 24 février 1791, à l'Oratoire du Louvre à Paris, il assiste Talleyrand dans le sacre des premiers évêques constitutionnels : Louis-Alexandre Expilly de La Poipe, évêque du Finistère, et Claude Marolles, évêque de l'Aisne. Cet acte est jugé comme schismatique par le pape Pie VI.
Il meurt en 1798 à Paris, à l'Hôpital des incurables.